# 鈴木たま
鈴木 たま（すずき たま、1870年（明治3年） - 1958年（昭和33年）12月3日）は、日本の教育者。群馬県における女子教育の先駆者のひとり。明治裁縫学校創設者。名は多満子とも。

## 生涯
1870年（明治3年）、前橋に生まれる。
父の鈴木福次郎は前橋藩の祐筆であり、西南戦争には抜刀隊として従軍して田原坂の戦いで戦功を挙げた。母の名はトワ。
13歳のときに父、翌年に母を病で相次いで失う。川越の呉服屋に奉公した後、仙台の松操女学校（現・仙台大学附属明成高等学校）前橋分校を卒業。
1892年（明治25年）に松山出身の実業家・鈴木（土田）宗十郎と結婚。1896年（明治29年）に宗十郎を校主、たまを校長に前橋に上毛裁縫伝習所を開校。1904年（明治37年）には明治裁縫学校と改称する。当時、前橋には公立の女学校はなく、女子教育の先鞭をつけた。
明治裁縫学校は最盛期には本科、別科、研究科、師範科を備えてのべ5千人の卒業生を送り出した。
1955年（昭和30年）11月、たまは女子教育功労者として藍綬褒賞を受ける。群馬県人女性として初受賞となった。1958年（昭和33年）12月死去。87歳。